# Port lotniczy Savonlinna
Port lotniczy Savonlinna (IATA: SVL, ICAO: EFSA) – port lotniczy położony 15 km na północ od centrum Savonlinny, w prowincji Finlandia Wschodnia, w Finlandii.

## Linie lotnicze i połączenia
| Linia Lotnicza     | Kierunek                                              |
| ------------------ | ----------------------------------------------------- |
| Eurowings Discover | Sezonowe czartery: 1. Frankfurt (od 17 sierpnia 2023) |
| NyxAir             | 1. Helsinki                                           |